# Erta
L'Erta (per esteso Erta Pista Nera) è una pista sciistica situata a San Vigilio di Marebbe, in Italia. Aperta nel 2003 sul pendio settentrionale del Piz de Plaies, nel comprensorio sciistico di Plan de Corones, è da allora (insieme alla vicina pista Cianross) sede di tappa della Coppa Europa di sci alpino sia maschile che femminile; dalla stagione 2016-2017 ospita altresì gare di slalom gigante della Coppa del Mondo femminile.

## Tracciato
Il nome Erta in lingua ladina significa letteralmente "ripida". La pista, numerata al progressivo 40 del comprensorio sciistico di Plan de Corones e classificata in categoria nera, si sviluppa per circa 1600 metri e si connota per un'elevata difficoltà interpretativa: la pendenza media è del 32%, con un 22% di minima e attorno al 60% di massima.
La partenza, collocata a 1605 metri sul livello del mare, è su una pendenza media con presenza di dossi e sconnessioni. Un accenno di curva verso sinistra, seguito da una "piega" più netta verso destra, immettono sul primo "muro" (detto del fornaio), con pendenza attorno al 30%, "movimentato" dalla presenza di due dossi. Si volta quindi verso sinistra, dove un cambio di pendenza più accentuato porta sul "muro" finale a strapiombo su San Vigilio di Marebbe (detto localmente Gran Pàra o Pàra dal Pèch), ove si raggiunge la pendenza apicale oltre il 60%; un ulteriore elemento di difficoltà è costituito dall'inclinazione trasversale del pendio verso destra. La scarsa esposizione al sole della pista, rivolta a settentrione, in particolare nelle ore pomeridiane, contribuisce a compattare e gelare il fondo nevoso, rendendolo ancora più selettivo.
Nel 2022, una variante di tracciato ricavata tra il muro del fornaio e la zona d’arrivo della Erta ha dato luogo a un’ulteriore pista nera, la Sorega, lunga 1450 m per 435 m di dislivello e una pendenza massima del 70%

## Albo d'oro
Si riportano i podi relativi alle massime competizioni internazionali disputati sulla Erta.

### Donne

#### Slalom gigante
| Data            | Competizione         | Prima               | Seconda                    | Terza             |
| --------------- | -------------------- | ------------------- | -------------------------- | ----------------- |
| 24 gennaio 2017 | Coppa del Mondo 2017 | Federica Brignone   | Tessa Worley               | Marta Bassino     |
| 23 gennaio 2018 | Coppa del Mondo 2018 | Viktoria Rebensburg | Ragnhild Mowinckel         | Federica Brignone |
| 15 gennaio 2019 | Coppa del Mondo 2019 | Mikaela Shiffrin    | Tessa Worley               | Marta Bassino     |
| 26 gennaio 2021 | Coppa del Mondo 2021 | Tessa Worley        | Lara Gut                   | Marta Bassino     |
| 25 gennaio 2022 | Coppa del Mondo 2022 | Sara Hector         | Petra Vlhová               | Tessa Worley      |
| 24 gennaio 2023 | Coppa del Mondo 2023 | Mikaela Shiffrin    | Lara Gut                   | Federica Brignone |
| 25 gennaio 2023 | Coppa del Mondo 2023 | Mikaela Shiffrin    | Ragnhild Mowinckel         | Sara Hector       |
| 30 gennaio 2024 | Coppa del Mondo 2024 | Lara Gut            | Sara Hector Alice Robinson |                   |
| 21 gennaio 2025 | Coppa del Mondo 2025 | Alice Robinson      | Lara Gut                   | Paula Moltzan     |